# Aristolochia montana
Aristolochia montana är en piprankeväxtart som beskrevs av Ekman & O. C. Schmidt. Aristolochia montana ingår i släktet piprankor, och familjen piprankeväxter. Inga underarter finns listade i Catalogue of Life.